# 古山師継
古山 師継（ふるやま もろつぐ、生没年不詳）とは、江戸時代の浮世絵師。

## 来歴
古山師重の門人。画姓に菱川も称す。作画期は宝永から享保の頃にかけてで、肉筆美人画を残している。

## 作品
- 「観月美人図」　紙本着色
- 「花見美人図」
- 「見立高安通い」　絹本着色　浮世絵太田記念美術館所蔵　※『伊勢物語』第23段に取材するが、人物を江戸時代当時の風俗で描いた見立絵。
- 「美人書見図」　絹本着色　ニューオータニ美術館所蔵　※「菱川師継圖」の落款、印文不明の朱文鼎印あり